# Maria Höfl-Riesch
Maria Höfl-Riesch (Garmisch-Partenkirchen, Alemanha, 24 de novembro de 1984) é uma esquiadora profissional. Ela ganhou duas medalhas de ouro nos Jogos Olímpicos de Inverno de 2010 e mais uma nos Jogos de 2014.

## Sucessos

### Vitórias na Copa do Mundo

#### Resultados gerais
| Temporada | Prova        |
| --------- | ------------ |
| 2008      | Super G      |
| 2008      | Combinado    |
| 2009      | Slalom       |
| 2010      | Slalom       |
| 2011      | Campeã geral |

#### Corridas individuais
| Temporada | Downhill                            | Super G           | Slalom                             | Combinado    | Total |
| --------- | ----------------------------------- | ----------------- | ---------------------------------- | ------------ | ----- |
| 2004      | Haus im Ennstal                     | Haus im Ennstal   | Levi                               | –            | 3     |
| 2007      | Lake Louise                         | –                 | –                                  | –            | 1     |
| 2008      | –                                   | Cortina d'Ampezzo | –                                  | Whistler     | 2     |
| 2009      | –                                   | –                 | La Molina Semmering Zagreb Maribor | Tarvisio     | 5     |
| 2010      | Saint-Moritz Garmisch-Partenkirchen | –                 | Levi                               | -            | 3     |
| 2011      | Lake Louise (x2) Cortina d'Ampezzo  | Åre               | Flachau                            | Åre          | 6     |
| 2012      | Sotchi                              |                   | Åre                                | Saint-Moritz | 3     |
| 2013      |                                     |                   | Levi                               |              | 1     |
| Total     | 8                                   | 3                 | 9                                  | 4            | 24    |